# Luidia sarsii
Luidia sarsii is een kamster uit de familie Luidiidae. De wetenschappelijke naam van de soort werd in 1845 gepubliceerd door Magnus Wilhelm von Düben & Johan Koren.

## Beschrijving
Deze zeester heeft vijf zacht taps toelopende armen en is zandkleurig. Het lichaam en de armen hebben een fluweelachtige textuur en er is een opvallende band van lange witte stekels aanwezig langs de randen van de armen. Deze stekels ontstaan in verticale reeksen van drie, zelden vier op de enkele rij randplaten. Tot 20 cm in doorsnede.

## Verspreiding
Luidia sarsii heeft een noordelijker verspreiding dan Luidia ciliaris; het kan gevonden worden in dieper water (20 meter of meer) van Noorwegen tot de Middellandse Zee, maar in het zuiden in dieper kouder water dan in het noorden. Ze worden meestal gevonden op modderig sediment en zijn 's nachts het meest actief en begraven zichzelf overdag onder het zand.